# Thomas De Corte
Thomas De Corte (Erps-Kwerps, 31 maart 1988) is een Belgisch voetballer die als verdediger speelt.
De Corte kwam eind 2005 bij de A-kern van  Lierse SK. Hij toonde zich in de terugronde van 2005-2006 als een vinnige rechtsback. Door een blessure verdween De Corte uit beeld bij Lierse. Hij werd verhuurd aan de andere club uit Lier: K. Lyra TSV. Na de passage bij Lyra wist De Corte een contract te tekenen bij de oudste club van België, Royal Antwerp FC. Royal Antwerp FC speelt in de Belgische tweede klasse. In het seizoen 2011/2012 koos De Corte ervoor een buitenlands avontuur te beginnen in Nederland. De Corte tekende een contract bij AGOVV Apeldoorn. AGOVV kwam uit in de Jupiler League. Begin 2013 ging die club failliet. De Corte kwam vervolgens uit voor KFC Oosterzonen, KFC Houtvenne en FC Berlaar-Heikant.

## Clubs
- Erps-Kwerps (jeugd)
- OH Leuven (jeugd)
- RSC Anderlecht (jeugd)
- K Lierse SK (jeugd, 2006-2009)
- K. Lyra TSV (2009-2010)
- Antwerp FC (2010-2011)
- AGOVV Apeldoorn (2011-2013)
- KFC Oosterzonen (2013-2014)
- KFC Houtvenne (2014-2017)
- FC Berlaar-Heikant (2017-...)